# George Voinovich
Victor George Voinovich (Cleveland, Ohio; 15 de julio de 1936-12 de junio de 2016) fue un político estadounidense, miembro del Partido Republicano, Senador de Ohio en el Congreso de los Estados Unidos desde 1999, gobernador del estado de 1991 a 1998 y alcalde de Cleveland, de 1980 a 1988. 
Obtuvo una licenciatura en Derecho por la Universidad de Ohio. En 1963 fue asistente del fiscal general de Ohio. De 1967 a 1971, fue miembro de la Cámara de Representantes de Ohio. De 1971 a 1976, fue auditor del "Condado de Cuyahoga". 
En 1978, fue elegido teniente gobernador de Ohio con el gobernador James Rhodes. En 1980, fue elegido alcalde de Cleveland por la salida del alcalde demócrata, Dennis Kucinich. 
En 1988, trató de ser elegido para el Senado de los Estados Unidos, pero fue derrotado abrumadoramente por el titular demócrata, Howard Metzenbaum. En 1990, fue elegido gobernador de Ohio al derrotar a su oponente, Anthony J. Celebrezze Jr, y al gobernador demócrata Richard Celeste. En 1994, fue reelegido gobernador de Ohio, con el 72 % de los votos contra el demócrata Robert L. Burch Jr. 
En noviembre de 1998, fue elegido Senador de Ohio en el Congreso de los Estados Unidos, teniendo el asiento de Senador el demócrata John Glenn, que quedó vacante. En noviembre de 2004, el senador Voinovich fue reelegido con el 64 % de los votos contra el 36% demócrata Eric Fingerhut. 
En mayo de 2005, un miembro del comité del Senado para las relaciones internacionales, se negó a aprobar el nombramiento de John R. Bolton, candidato de George W. Bush para ocupar el cargo de embajador estadounidense ante las Naciones Unidas. Dijo, llorando, ante la tribuna del Senado: "Nosotros todos iremos a votar mañana y me temo que cuándo vayamos a las urnas, muchos de mis colegas (...) no van a entender que este nombramiento es muy, muy importante para nuestro país, en un momento estratégico, cuando tenemos amigos en todo el mundo. Necesitamos a alguien que pueda hacer el trabajo y yo sé, amigos, que vosotros diréis 'Oh, George, claro que funcionará". No quiero tomar ese riesgo. Regresé aquí, llevo a cabo un nuevo mandato, porque me preocupan mis hijos y mis nietos. Solo espero que mis colegas se tomen el tiempo necesario, y antes de ir a las urnas, piensen seriamente si debemos enviar o no a John Bolton a la ONU".